# Корчова Олена Олександрівна
Олена Олександрівна Корчова́ (3 серпня 1964, м. Кривий Ріг) – українська музикознавиця, педагог, кандидат мистецтвознавства (2004), доцент (2006). Член Національної спілки композиторів України (2012). Дружина скульптора Василя Корчового. 
Закінчила Київську консерваторію (1990 в класі Т. Гнатів) та аспірантуру при ній. У 2000 - 2023 роках працювала в Національній музичній академії України з 2005 на посаді доцента кафедри історії зарубіжної музики. 1990–2000 – викладач спец. муз. школи-інтернату ім. М. Лисенка, від 2003 – Київського інституту музики ім. Р. Ґлієра. 
У 2022 на тлі російсько-української війни ініціювала відмову НМАУ від імені російського композитора  П.Чайковського, а на знак незгоди із рішенням колективу зберігати ім’я Чайковського - звільнилась.      

## Основні праці
- Діалектика оперно-ораторіальної еволюції // Дослідж. Досвід. Спогади. К., 1999. Вип. 1;
- Ваґнер і Пуччіні // Київ. музикознавство. 2002. Вип. 8;
- Дж. Пуччіні в роботі над оперним лібрето // Слово, інтонація, муз. твір: Наук. вісн. Нац. муз. академії України. К., 2003. Вип. 27;
- Творчість М. Леонтовича в модерністських проекціях // Мистецтвознавство України. 2009. Вип. 10;
- Французькі митці доби модернізму у композиторському діалозі з Фредеріком Шопеном // Часопис Нац. муз. академії України. 2010. № 4(9).
- Музичний модернізм як terra cognita. — Київ :  Музична Україна, 2020. — 469 с.